# Trzebienice
Trzebienice – wieś w Polsce położona w województwie małopolskim, w powiecie miechowskim, w gminie Gołcza.

## Historia
W 1804 roku dobra Trzebienice – jako spadek po ojcu, Janie Bzowskim – odziedziczyli Anna Bzowska i Józef Bzowski. Kolejnymi właścicielami Trzebienic w XIX wieku byli:
- Anna Bzowska i jej mąż Erazm Wyczółkowski, którzy odkupili część należącą do Józefa Bzowskiego,
- Aleksander Kubecki i Franciszka z Wysockich, którzy nabyli Trzebienice w 1816 r.,
- Konstanty Kubecki i Julia z Kozłowskich,
- Leon Strasburger (powstaniec 1863 r.) i Helena z Wernerów.

Od końca XIX wieku do drugiej wojny światowej Trzebienice były własnością najmłodzej córki Leona Strasburgera - Heleny - i jej męża Stanisława Radziejowskiego malarza. Motywy z Trzebienic znalazły się na kilku jego obrazach (m.in. Zima w Trzebienicach z 1916 r.). W 1917 r. majątek Trzebienice liczył 330 mórg, a jego zarządcą był Michał Kottek; w 1930 r. powierzchnia majątku wynosiła 200 hektarów.
Sama wieś liczyła w 1917 r. 249 morgów, miała 45 domów i 455 mieszkańców, w tym 12 Żydów.
W latach 1975–1998 miejscowość należała administracyjnie do województwa krakowskiego.
W miejscowości działało Państwowe Gospodarstwo Rolne – Stadnina Koni Trzebienice. W 1994 jako Stadnina Koni Skarbu Państwa Trzebienice.